# ارمنی‌های قارص

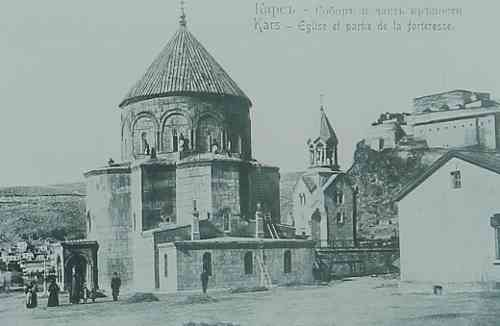
کلیسای ارمنی در قارص

قارص شهری در شمال شرقی ترکیه است که به‌طور تاریخی خانه جمعیت بزرگی از ارمنی‌ها بود. پیش از نسل‌کشی ارمنی‌ها که در جریان جنگ جهانی اول رخ داد، قارص مرکز پررونقی از فرهنگ ارمنی بود و جامعه بزرگی از ارمنی‌ها در کنار ترک‌ها، کردها و دیگر گروه‌های قومی زندگی می‌کردند.

## تاریخ

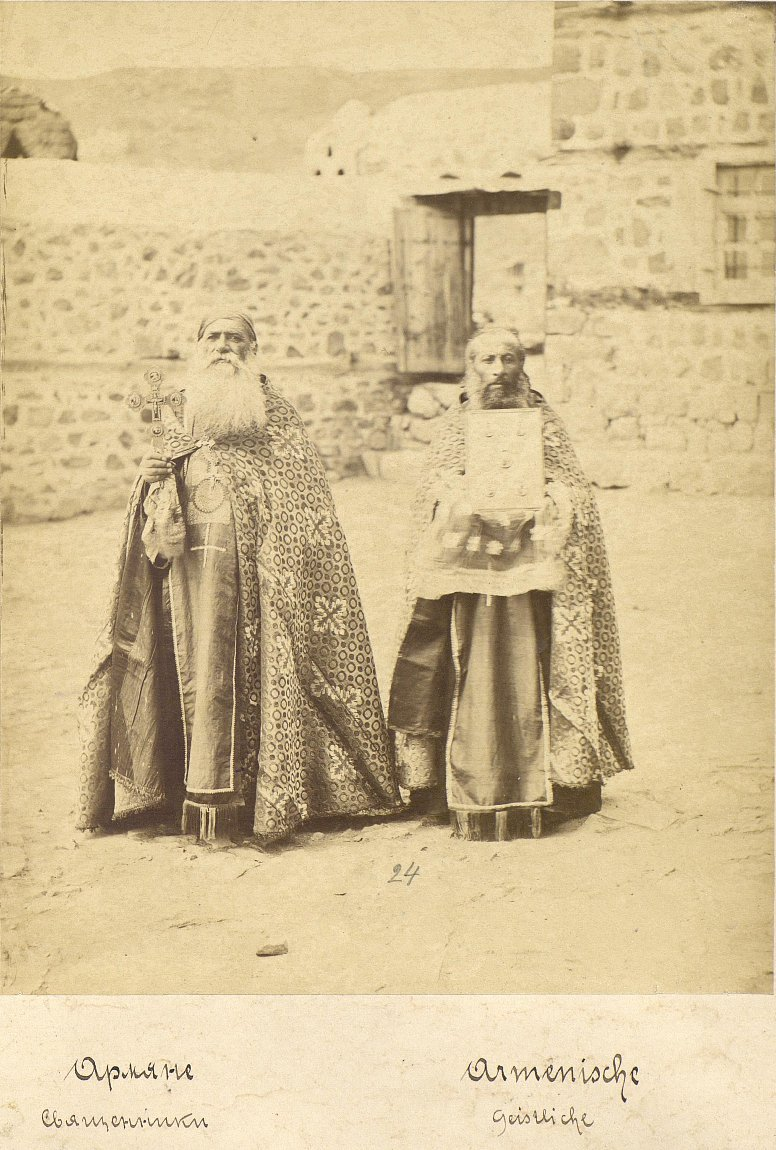
کشیشان ارمنی در قارص

ارمنی‌ها قرن‌ها در قارص و منطقه اطراف آن زندگی می‌کردند و حضور قابل توجهی در این شهر به عنوان بازرگان، صنعتگر و حرفه‌ای داشتند. در قرن نوزدهم، قارص به مرکز زندگی فکری و فرهنگی ارمنی تبدیل شد. این شهر همچنین به خاطر سنت‌های غنی ادبی و هنری‌اش شناخته می‌شد و نویسندگان، شاعران و موسیقی‌دانان برجسته ارمنی آن را خانه خود می‌دانستند.
در قرن نهم، قلمروهای سلطنتی خاندان باگراتونی شامل نواحی واناند و شیراک بودند که اکنون بخشی از استان قارص مدرن هستند. این مناطق به‌طور تاریخی ارمنی بودند و جزو مراکز مهم پادشاهی باگراتید همراه با شهر آنی که به عنوان پایتخت اصلی شناخته می‌شد به‌شمار می‌رفتند.

### نسل‌کشی ارمنی‌ها
قارص به‌طور تاریخی دارای جمعیت بزرگی از ارمنی‌ها بود که قرن‌ها در این شهر زندگی می‌کردند. با این حال، تنش‌ها بین جوامع ارمنی و ترک در اواخر قرن ۱۹ و اوایل قرن ۲۰ افزایش یافت، به ویژه پس از شکست امپراتوری عثمانی در جنگ جهانی اول.
در سال ۱۹۱۸، قارص به‌طور موقت تحت کنترل ارمنی‌ها قرار گرفت، اما به سرعت توسط نیروهای ترک بازپس گرفته شد. پس از آن، پیمان قارص در سال ۱۹۲۱ امضا شد که کنترل دولت ترکیه بر این منطقه را به رسمیت شناخت. این دوره از آشوب‌های سیاسی و تغییرات، تأثیر ویرانگری بر جامعه ارمنی قارص داشت.
در سال‌های پس از پیمان، ارمنی‌های قارص با آزار و اذیت و خشونت روبرو شدند که شامل کشتارها، تبعیدهای اجباری و تصرف اموال بود. دولت ترکیه سیاست‌هایی را اجرا کرد که علیه مسیحیان ارمنی تبعیض قائل می‌شد، که منجر به مهاجرت بسیاری از ارمنی‌ها از این منطقه شد.
تعیین تعداد دقیق ارمنی‌هایی که در این دوران از قارص ناپدید شدند، دشوار است اما برآوردها نشان می‌دهد که هزاران نفر کشته شدند و اکثریت جمعیت ارمنی مجبور به ترک منطقه شدند.

### مکان‌های فرهنگی

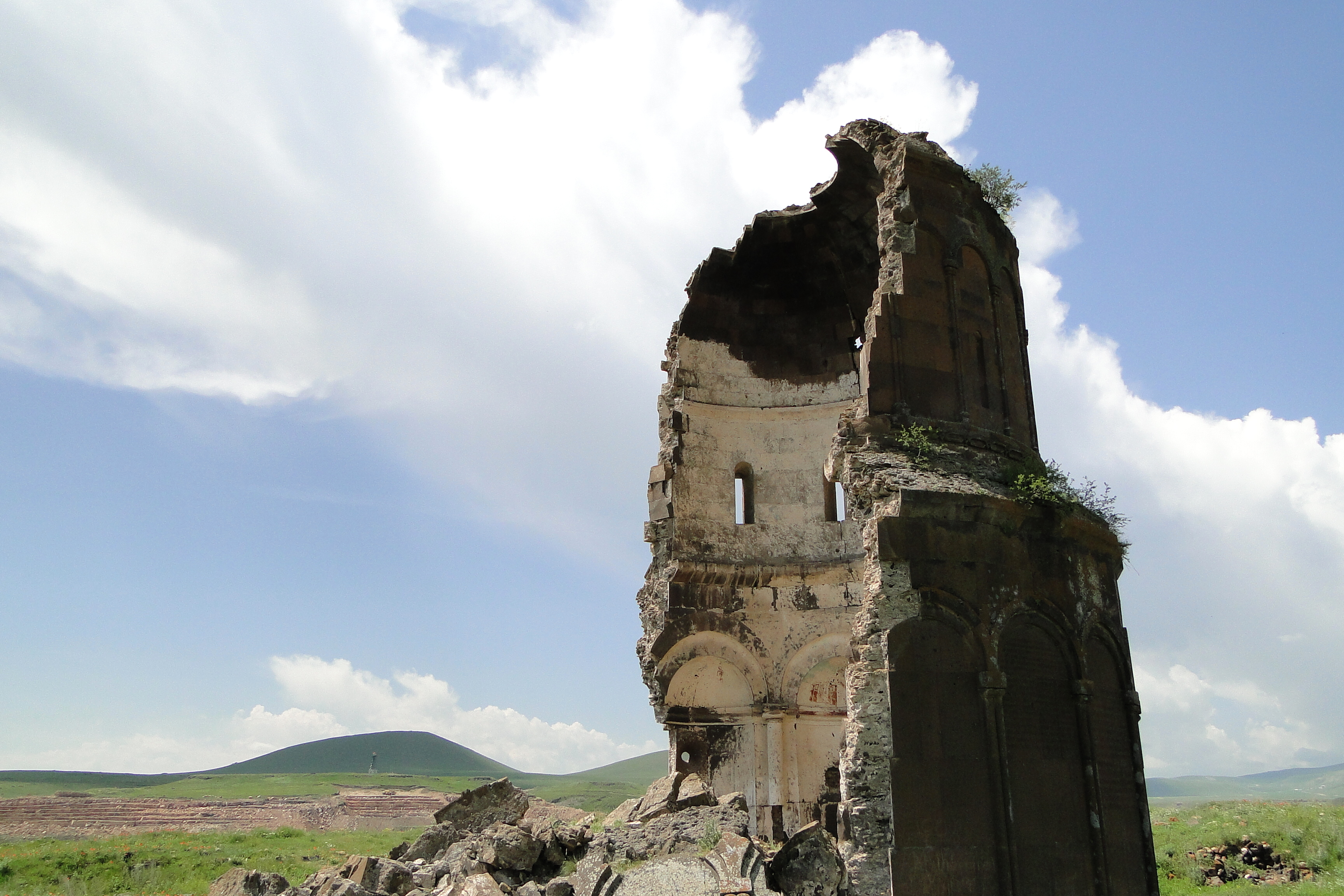
کلیسای نجات‌دهنده - آنی (پایتخت ارمنی باستان) - نزدیک قارص - ترکیه

استان قارص دارای مجموعه‌ای از کلیساها و صومعه‌های ارمنی قرون وسطی است که شهر آنی یکی از نمونه‌های برجسته آن است. این شهر که ابتدا تحت مالکیت خاندان اشرافی کامساراکان‌ها بود و سپس به تصرف خاندان باگراتیدها درآمد، به دلیل اهمیت تاریخی، باستان‌شناسی و هنری خود شناخته شده است، زیرا تاریخ تکامل معماری قرون وسطی را بین قرن‌های ۷ تا ۱۳ به‌طور جامع نشان می‌دهد. در پی شناسایی ارزش آن، آنی در سال ۲۰۱۶ به فهرست میراث جهانی یونسکو افزوده شد. این مکان مشهورترین سایت در منطقه است. در سال‌های اخیر اگرچه تلاش‌هایی برای حفظ آن انجام شده است، از جمله بازسازی کلیسای جامع و دیگر بناها اما بقایای معماری آنی عمدتاً در حال تخریب شدن است. علاوه بر این، برخی از کلیساها به دلیل محدودیت‌های دولتی در نزدیکی مرز قابل دسترسی نیستند.
یکی از مشهورترین کلیساهای ارمنی در آنی، کلیسای جامع آنی، که به کلیسای نجات‌دهنده نیز معروف است، می‌باشد. آنی، پایتخت ارمنستان قرون وسطی که یکی از نخستین پادشاهی‌ها بود که در اوایل قرن ۳ میلادی مسیحیت را به عنوان دین دولتی خود پذیرفت، اکنون در حال تخریب است و تنها بقایای آن باقی مانده است. این شهر که به عنوان یک دژ در قرن پنجم تأسیس شد، در قرن دهم به عنوان پایتخت ارمنستان انتخاب شد. این شهر با جمعیتی بالغ بر ۱۰۰٬۰۰۰ نفر و تعداد زیادی از ساختارهای مذهبی شکوفا شد و به دلیل داشتن تعداد زیادی کلیسا به شهر هزار و یک کلیسا مشهور شد.
دیگر کلیساهای ارمنی برجسته در آنی شامل کلیسای سنت گریگور تیگران هوننتس، کلیسای سنت گریگور گاجیک و کلیسای نجات‌دهنده هستند. با وجود اهمیت تاریخی و فرهنگی این کلیساها، بسیاری از آن‌ها در طول قرون به دلیل بی‌توجهی و بلایای طبیعی در حال خرابی هستند و برخی از آن‌ها حتی در سال‌های اخیر توسط مقامات ترک به‌طور عمدی نابود شده‌اند. با این حال، تلاش‌هایی در حال انجام است تا این آثار فرهنگی مهم برای نسل‌های آینده حفظ و محافظت شوند.